# Andrea Solari

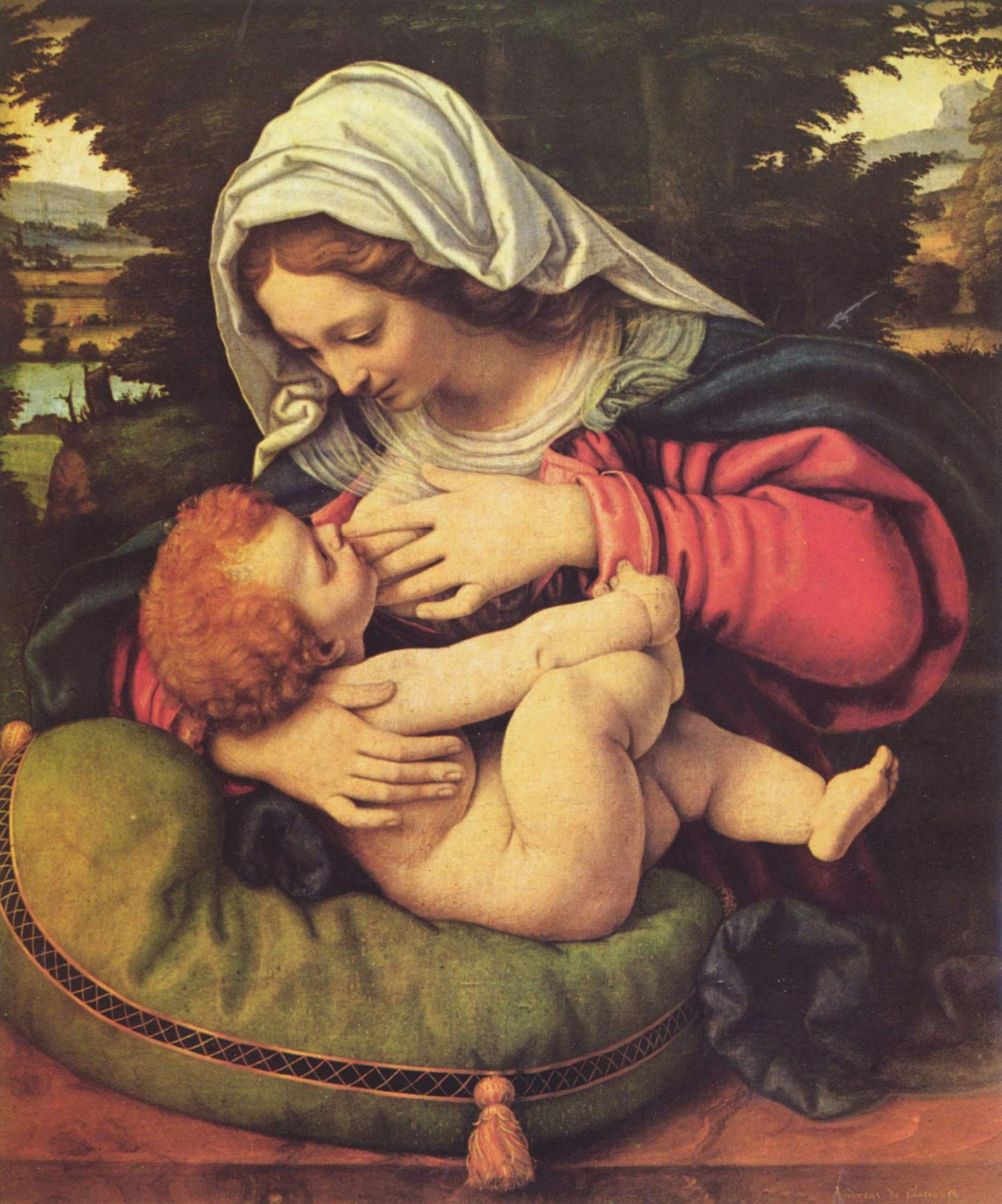
Andrea Solari: Maria lactans, olieverf op paneel

Andrea Solari, ook Solario (Milaan, 1460  - 1524) was een Italiaanse renaissanceschilder. Oorspronkelijk was zijn naam Andre del Gobbo. Hij wordt beschouwd als een van de belangrijkste volgelingen van Leonardo da Vinci. Zijn broer Cristoforo Solari gaf hem zijn eerste lessen als kunstschilder.
Zijn schilderijen zijn te zien in Venetië, Milaan en het Château de Gaillon in Normandië (Frankrijk) en in de abdij van Tongerlo.
- Bibliothèque nationale de France: cb14953080h (data)
- Gemeinsame Normdatei: 118797921
- Historisch woordenboek van Zwitserland: 018327
- International Standard Name Identifier: 0000 0000 8029 2429
- Library of Congress Control Number: nr88000135
- National Gallery of Victoria: 25079
- Nederlandse Thesaurus van Auteursnamen: 071298800
- RKD-Nederlands Instituut voor Kunstgeschiedenis: 73800
- SIKART: 4028522
- SNAC: w6gt9jqw
- Système universitaire de documentation: 028040619
- Union List of Artist Names: 500412762
- Virtual International Authority File: 89552268
- WorldCat: E39PCjvpKHbQgGdyBXbBTvfg8C